# 科林·法雷尔 (赛艇运动员)
科林·法雷尔（英語：Colin Farrell，1983年6月2日—），美国男子赛艇运动员。他曾代表美国参加奥地利举行的2008年世界赛艇锦标赛，获得男子轻量级八人单桨有舵手金牌。